# Кубок Фінляндії з футболу 1998
Кубок Фінляндії з футболу 1998 — 44-й розіграш кубкового футбольного турніру в Фінляндії. Титул вшосте здобув ГІК.

## Календар
| Раунд            | Дата                       | Матчі | Клуби     |
| ---------------- | -------------------------- | ----- | --------- |
| Попередній раунд |                            | 57    | 244 → 187 |
| Перший раунд     |                            | 47    | 187 → 142 |
| Другий раунд     |                            | 24    | 142 → 118 |
| Третій раунд     |                            | 58    | 118 → 60  |
| Четвертий раунд  |                            | 18    | 60 → 42   |
| П'ятий раунд     |                            | 14    | 42 → 28   |
| Шостий раунд     |                            | 12    | 28 → 16   |
| 1/8 фіналу       | 2 вересня - 17 жовтня 1998 | 8     | 16 → 8    |
| 1/4 фіналу       | 17-24 жовтня 1998          | 4     | 8 → 4     |
| 1/2 фіналу       | 27 жовтня 1998             | 2     | 4 → 2     |
| Фінал            | 31 жовтня 1998             | 1     | 2 → 1     |

## 1/8 фіналу
| Команда 1               | Рахунок | Команда 2         |
| ----------------------- | ------- | ----------------- |
| 2 вересня 1998          |         |                   |
| Ювяскюля (2)            | 2:1     | Яро               |
| 9 вересня 1998          |         |                   |
| Пюрю Нокіа (2)          | 2:1     | Інтер (Турку) (2) |
| 16 вересня 1998         |         |                   |
| КайХа (2)               | 1:2     | ФіннПа            |
| КТП (2)                 | 0:2     | ПК-35             |
| Міккелін Паллоільят (2) | 0:3     | Джазз             |
| 23 вересня 1998         |         |                   |
| КПТ-85 (2)              | 0:1     | МюПа              |
| 17 жовтня 1998          |         |                   |
| Лахті (2)               | 0:3     | Гака              |
| ТПС                     | 0:5     | ГІК               |

## 1/4 фіналу
| Команда 1      | Рахунок      | Команда 2      |
| -------------- | ------------ | -------------- |
| 17 жовтня 1998 |              |                |
| ПК-35          | 3:2 дч       | Джазз          |
| 18 жовтня 1998 |              |                |
| Ювяскюля (2)   | 0:2          | Пюрю Нокіа (2) |
| 24 жовтня 1998 |              |                |
| ФіннПа         | 1:1 пен. 5:4 | Гака           |
| ГІК            | 3:2          | МюПа           |

## 1/2 фіналу
| Команда 1      | Рахунок | Команда 2      |
| -------------- | ------- | -------------- |
| 27 жовтня 1998 |         |                |
| ФіннПа         | 0:3     | ПК-35          |
| ГІК            | 1:0     | Пюрю Нокіа (2) |

## Фінал
| 32 жовтня 1998 |

| ГІК                                     | 3:2      | ПК-35                       |
| --------------------------------------- | -------- | --------------------------- |
| Лехкосуо 17' Ріїхілахті 54' Тіхінен 87' | Протокол | Піхамаа 50' Суоконаутіо 57' |

| «Олімпійський стадіон», Гельсінкі Глядачів: 5 023 Арбітр: Міка Пелтола |